# Ворог держави № 1: Легенда
«Ворог держави № 1: Легенда» (фр. L'ennemi public n°1) — друга частина дилогії, основана на історії легендарного французького злочинця Жака Меріна. Режисером картини є Жан-Франсуа Ріше.

## Сюжет
Друга частина про життя французького гангстера Жака Меріна, що наводив жах на Францію і Канаду в 1970-і роки і прославився більше, ніж найяскравіша зірка. Авантюри Меріна завжди були запаморочливо відчайдушними, відчайдушно зухвалими і абсолютно непередбачуваними за своїм задумом. Не дарма його називали «людиною з тисячею облич». Вирушаючи на нове велике «справу», він завжди змінював зовнішність, робив пластичні операції, використовував грим … перевтілюючись до невпізнання. Його обожнював народ, їм захоплювалися жінки, а влада вважала «ворогом держави номер один»! А він і був саме такий. Його відважні «подвиги» і численні втечі з в'язниць, запаморочливі любовні романи, феєричні пригоди і виключно цинічне, але по-галльських дотепне багаторічне знущання з поліції — все це нині перетворилося для французів в справжній народний епос. Епос про людину, яка уміла бути справжнім героєм. Або антигероєм …

## В ролях
- Венсан Кассель — Жак Мерін
- Людівін Саньє — Жанн Шнайдер
- Матьє Амальрік — Франсуа Бессе
- Самюель Ле Б'ян — Мішель Ардуін
- Рой Дюпюї — Жан-Пол Мерьє
- Елена Аная — Софія
- Мішель Дюшоссуа — П'єр Андре Мерін (батько Жака Меріна)
- Міріам Буає — мати Жака Меріна
- Олів'є Гурме — комісар Броссар
- Анн Косіньї — адвокат Жака Меріна
- Жерар Ланвен

## Саундтрек
- Кері Джеймс — «Le Prix A Payer»
- Seth Gueko — «Le Million»
- Rohff — «Pas De Heros»
- White & Spirit — «Face Au Mur»
- X-Men — «Retiens Mon Nom»
- Tunisiano — «Arrete Moi Si Tu Peux»
- TLF — «Mourir Libre»
- Rim'k, Lino — «L'instinct De Mort»
- White & Spirit — «J'ai Vu Un Tas De Choses»
- Nessbeal — «Amour Eternel»
- Mokless — «Le Temps D'une Balle»
- Akhenaton — «Ma Tete Tourne»
- Said — «Ca Tient A Peu De Choses»
- Rockin'Squatt — «Les Gangsters Ne Vivent Pas Longtemps»
- White & Spirit — «Un Court Moment»
- Veust — «J'allume»
- White & Spirit — «Espoir Dechu»
- Gimenez E, — «„Tchad Unpoe“ La Justice Au Bout De Mon Flingue»
- AkhenatonSur — «Les Levres De La Peur»
- Oxmo Puccino — «Les Chemins De La Gloire»